# Пронські
Пронські — гілка Рюриковичів, яка походила від сина Святослава Ярославича, Ярослава, князя Муромо-Рязанського. У ХІІ-XV ст. правили у Пронському князівстві, яке було уділом Великого князівства Рязанського. В середині XV ст. Федір Іванович Пронський та його син Юрій емігрували до Великого князівства Литовського, де отримали значні маєтності в Україні та Білорусі. Дві інші гілки залишились в Росії на службі у Великому князівстві Московському.

## Родовід
- Олександр Михайлович (бл. 1295—1339) — князь пронський (1340)
  - Ярослав Олександрович (1315/1320 — 1344) — князь пронский (1340—1342), Великий князь Рязанський (1342—1344).
    - Юрій Ярославич (?—1354) — князь муромський (1351—1354).
    - Володимир Ярославич (бл. 1340—1372) — князь пронський (1344—1371) і Великий князь Рязанський (1371—1372).
      - Іван Володимирович (?—бл. 1430) — князь пронський (після 1378—бл. 1430) і Великий князь Рязанський (1408—1409).
        - Федір Іванович (сер. XV ст.) — служив Великому князю Литовському Казимиру.
          - Юрій Федорович Пронський (?—після 1479) — емігрував до Великого князівства Литовського, де був прийнятий з почестями і отримав великі маєтки в Білорусі і  Україні. 1-ша дружина — княгиня Олельківна, 2-га — княгиня Соломирецька.
            - Іван Юрійович Пронський (?—1480) — на литовській службі.
            - Гліб Юрійович Пронський (1462—1513) — бобруйський намісник (1504).
              - Андрій Глібович Пронський (?—1557) — черкаський і канівський намісник (1539—1543), намісник житомирський (1553—1557)
              - Семен-Фрідріх Глібович Пронський (?—1555) — військовий і державний діяч українських земель ВКЛ, київський воєвода (1544—1555). Був одружений з Федорою (Теодорою), дочкою Богуша Михайла Боговитиновича.
                - Юрій Фрідріхович — помер молодим.
                - Олександр-Фрідріх Фрідріхович (бл. 1555—1595/1596) — стольник ВКЛ (1576—1589), луцький староста (1580—1589), троцький каштелян (1591—1595). Дружина — Феодора Романівна Сангушко.
                  - Юліуш-Ілля Олександрович (?—1613)
                  - Олександр-Октавіан Олександрович (?—1638) — студент Базельського університету, мандрівник, останній представник української гілки Пронських.

                - Марухна Фридрихівна
                - Галшка Фридрихівна (?—1581) — 1-ий чоловік з 1572 р. Ян Зборовський, 2-ий Міхал Дзялинський.

              - Анастасія Глібівна Пронська
              - Ганна Глібівна Пронська
              - Марія Глібівна Пронська

        - N Іванівна (зг. 1416) — дружина сина московського князя.
        - Іван Іванович Нелюб — його нащадки — князі Пронські-Шемякіни залишились в Московії.
        - Андрій Іванович Сухоруков — його нащадки — князі Пронські-Турунтаї.

    - Дмитро Ярославич (? — до 1365)

  - Василь Олександрович (?—1349/чи 1351 ?)
  - Іван Олександрович (?—1351)